# Xut!

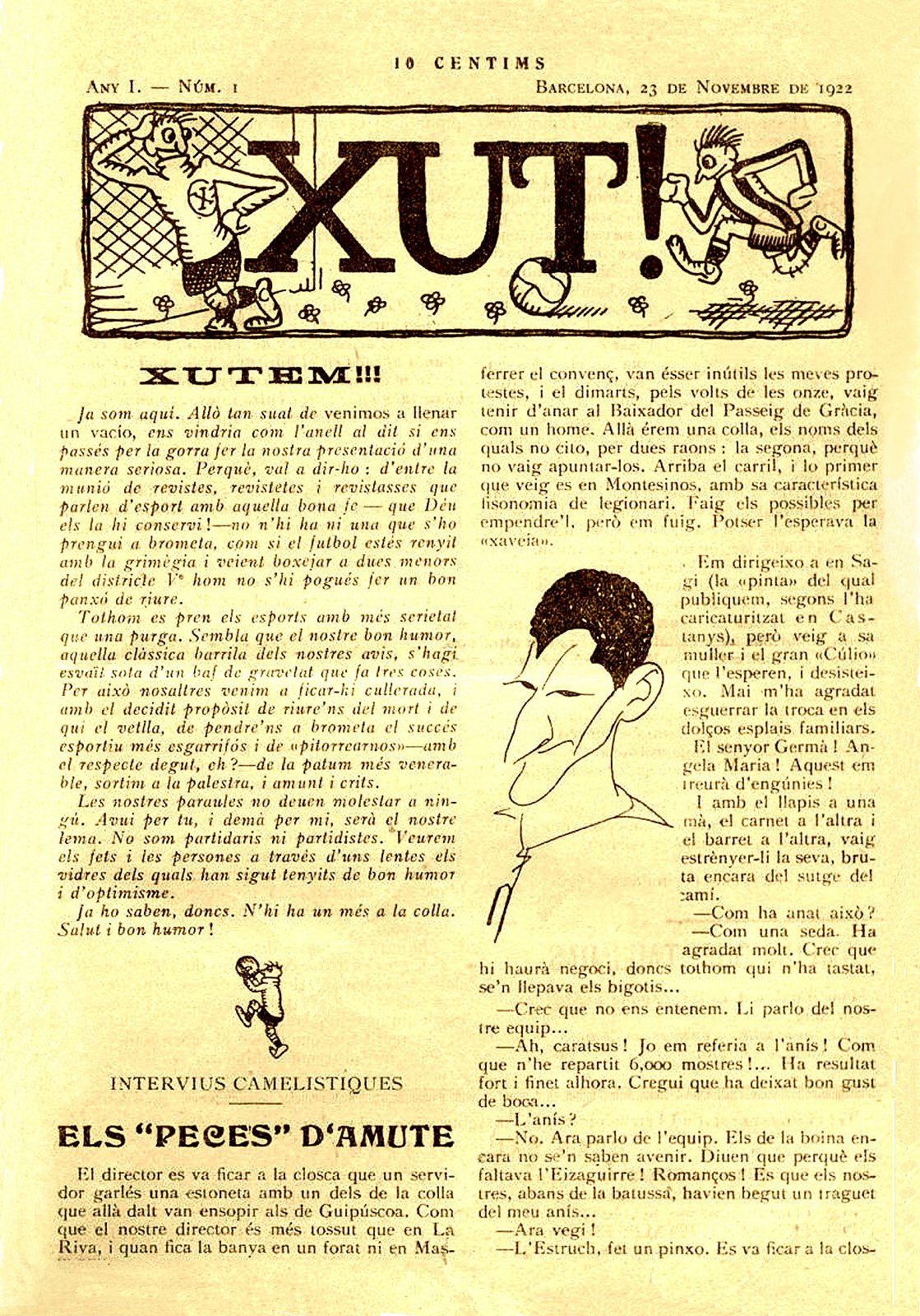
Primer ejemplar del semanario Xut!.

Xut! fue un semanario deportivo en catalán editado en Barcelona, que existió desde 1922 hasta 1936. Su primer número salió a la venta el 23 de noviembre, tenía ocho páginas y costaba diez céntimos de peseta. La revista se imprimía en los talleres de Santiago Costa, antiguo editor de la publicación satírica Papitu, y su primer director fue Alfons Roure Brugulat, quien firmaba sus artículos como Duvinyals.
El semanario analizaba el deporte, especialmente el fútbol, desde un punto de vista satírico y muy crítico con la prensa de la época. Además de por sus artículos, la revista destacó por sus historietistas. El más relevante fue Valentí Castanys, que ilustraba las portadas y firmaba artículos bajo el pseudónimo Dova. Los dibujos de la revista dieron origen a figuras reconocibles del fútbol catalán, como el abuelo del FC Barcelona —Avi del Barça— o el apelativo «pericos» en referencia a los seguidores del RCD Español. También destacaron Ricard Opisso, autor de la mayoría de contraportadas, y Moreno, encargado de ilustrar imágenes que complementaran los textos.
A raíz del éxito de Xut!, surgieron otras revistas del mismo corte como Pa-nal (1924), Orsai (1924), El safareig deportiu (1925), Sidral deportiu (1925) y La bimba (1926), pero con una vida inferior. Xut! publicó 718 números de forma ininterrumpida hasta el 14 de julio de 1936. Después de esa fecha, cesó su actividad por el estallido de la guerra civil española. La revista no volvió a salir, aunque en 1945 Valentí Castanys lanzó una publicación en castellano, El Once, que está considerada la heredera de Xut!.